# Lijst van Tweede Kamerleden 2003-2006

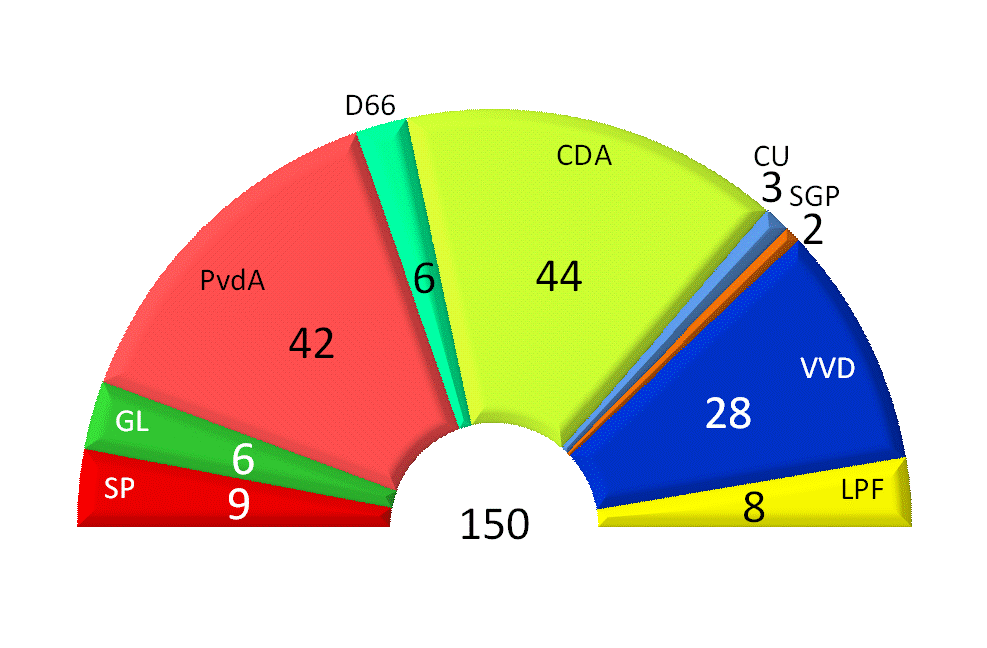
Samenstelling Tweede Kamer 2003-2006:
SP (9)
GL (6)
PvdA (42)
D66 (6)
CDA (44)
CU (3)
SGP (2)
VVD (28)
LPF (8)

De samenstelling Tweede Kamer 2003-2006 is een lijst van leden van de Tweede Kamer in de periode tussen de Tweede Kamerverkiezingen van 22 januari 2003 en 22 november 2006. De regering werd gevormd door achtereenvolgens het kabinet-Balkenende II en kabinet-Balkenende III. De zittingsperiode liep van 30 januari 2003 tot 29 november 2006.
De partijen staan in volgorde van grootte. Kandidaten die voldoende voorkeurstemmen haalden staan in volgorde van het aantal stemmen bovenaan, gevolgd door de overige leden van de fractie in volgorde van hun plaats op de kandidatenlijst.

## CDA(44 zetels)
- Jan Peter Balkenende[1], fractievoorzitter
- Maria van der Hoeven[1]
- Camiel Eurlings[1]
- Joop Atsma[1]
- Annie Schreijer-Pierik[1]
- Maxime Verhagen
- Clémence Ross-van Dorp
- Pieter van Geel
- Gerda Verburg
- Kathleen Ferrier
- Joop Wijn
- Theo Rietkerk
- Siem Buijs
- Theo Meijer
- Agnes van Ardenne-van der Hoeven

- Coşkun Çörüz
- Cees van der Knaap
- Niny van Oerle-van der Horst
- Aart Mosterd
- Bas Jan van Bochove
- Cisca Joldersma
- Sybrand van Haersma Buma
- Henk de Haan
- Wim van de Camp
- Nicolien van Vroonhoven-Kok
- Jan ten Hoopen
- Mirjam Sterk
- Erik van Lith
- Marleen de Pater-van der Meer
- Bart van Winsen

- Frans de Nerée tot Babberich
- Roland Kortenhorst
- Jan Mastwijk
- Ger Koopmans
- Nirmala Rambocus
- Henk Jan Ormel
- Liesbeth Spies
- Jos Hessels
- Antoinette Vietsch
- Jan de Vries
- Rikus Jager
- Hubert Bruls
- Rendert Algra
- Maarten Haverkamp

## PvdA(42 zetels)
- Wouter Bos[1], fractievoorzitter
- Jeltje van Nieuwenhoven[1]
- Nebahat Albayrak[1]
- Klaas de Vries
- Jet Bussemaker
- Jacques Tichelaar
- Jan Boelhouwer
- Marjo van Dijken
- Diederik Samsom
- Karin Adelmund
- Adri Duivesteijn
- Khadija Arib
- Ferd Crone
- Ella Kalsbeek

- Bert Koenders
- Sharon Dijksma
- John Leerdam
- Angelien Eijsink
- Frans Timmermans
- Joanneke Kruijsen
- Aleid Wolfsen
- Mariëtte Hamer
- Peter van Heemst
- Gerdi Verbeet
- Piet Straub
- Godelieve van Heteren
- Staf Depla
- José Smits

- Niesco Dubbelboer
- Luuk Blom
- Pauline Smeets
- Varina Tjon-A-Ten
- Jeroen Dijsselbloem
- Frank Vijg[2]
- Saskia Noorman-den Uyl
- Kris Douma
- Frank Heemskerk
- Anja Timmer
- Harm Evert Waalkens
- Thea Fierens
- Martijn van Dam
- Hannie Stuurman

## VVD(28 zetels)
- Gerrit Zalm[1], fractievoorzitter
- Erica Terpstra[1]
- Melanie Schultz van Haegen[1]
- Johan Remkes[1]
- Henk Kamp[1]
- Ayaan Hirsi Ali[1]
- Frank de Grave[1]
- Annette Nijs
- Jozias van Aartsen
- Frans Weisglas

- Hans Hoogervorst
- Mark Rutte
- Laetitia Griffith
- Clemens Cornielje
- Geert Wilders
- Atzo Nicolaï
- Willibrord van Beek
- Pieter Hofstra
- Charlie Aptroot

- Anouchka van Miltenburg
- Hans van Baalen
- Jan Rijpstra
- Gert-Jan Oplaat
- Bibi de Vries
- Stef Blok
- Paul de Krom
- Fadime Örgü
- Jan Geluk

## SP(9 zetels)
- Jan Marijnissen[1], fractievoorzitter
- Agnes Kant[1]
- Harry van Bommel

- Jan de Wit
- Krista van Velzen
- Piet de Ruiter

- Ali Lazrak
- Fenna Vergeer-Mudde
- Arda Gerkens

## LPF(8 zetels)
- Mat Herben[1], fractievoorzitter
- Hilbrand Nawijn[3]
- Joost Eerdmans
- Margot Kraneveldt
- Gerard van As
- João Varela
- Wien van den Brink
- Max Hermans

## GroenLinks(8 zetels)
- Femke Halsema[1], fractievoorzitter
- Marijke Vos[1]
- Wijnand Duijvendak
- Kees Vendrik
- Farah Karimi
- Evelien Tonkens
- Arie van den Brand
- Ineke van Gent

## D66(6 zetels)
- Thom de Graaf[1]
- Lousewies van der Laan[1]
- Boris Dittrich[1], fractievoorzitter
- Bert Bakker
- Boris van der Ham
- Francine Giskes

## ChristenUnie(3 zetels)
- André Rouvoet[1], fractievoorzitter
- Tineke Huizinga-Heringa[3]
- Arie Slob

## SGP(2 zetels)
- Bas van der Vlies[1], fractievoorzitter
- Kees van der Staaij

## Bijzonderheden
- Frank Vijg (PvdA) zag af van zijn benoeming. In zijn plaats werd op 29 januari 2003 Co Verdaas beëdigd.

## Wijzigingen in de samenstelling

### Wijzigingen in 2003
- 21 mei: Jan Peter Balkenende werd als fractievoorzitter van CDA opgevolgd door Maxime Verhagen.
- 21 mei: Theo Rietkerk (CDA) vertrok uit de Tweede Kamer omdat hij gedeputeerde werd in Overijssel. Diezelfde dag werd zijn plaats opgevuld door Ine Aasted Madsen.
- 27 mei: Jan Peter Balkenende, Maria van der Hoeven, Clémence Ross-van Dorp, Pieter van Geel, Joop Wijn, Agnes van Ardenne, Cees van der Knaap (allen CDA), Gerrit Zalm, Johan Remkes, Melanie Schultz van Haegen, Annette Nijs, Henk Kamp, Hans Hoogervorst, Mark Rutte, Atzo Nicolaï (allen VVD) en Thom de Graaf (D66) werden minister of staatssecretaris in het kabinet-Balkenende II. De vrijgekomen plaatsen werden op 3 juni dat jaar ingenomen door Theo Brinkel, Jan Jacob van Dijk, Nihat Eski, Wim van Fessem, Myra van Loon, Pieter Omtzigt, Margreeth Smilde (allen CDA), Eric Balemans, Ineke Dezentjé Hamming, Ruud Luchtenveld, Edith Schippers, Janneke Snijder-Hazelhoff, Zsolt Szabó, Arno Visser, Frans Weekers (allen VVD) en Ursie Lambrechts (D66). Gerrit Zalm werd als fractievoorzitter van VVD op 27 mei 2003 opgevolgd door Jozias van Aartsen.
- 1 september: Theo Meijer (CDA) verliet de Tweede Kamer, hij werd voorzitter van het Hoofdproductschap Akkerbouw. Hij werd een dag later opgevolgd door Eddy van Hijum.
- 15 december: Erica Terpstra (VVD) werd voorzitter van NOC*NSF en stapte uit de Tweede Kamer. Haar opvolger was vanaf 16 december Jelleke Veenendaal.

### Wijzigingen in 2004
- 2 februari: Ali Lazrak werd na een conflict uit de fractie van de SP gezet. Hij besloot in de Tweede Kamer te blijven zetelen, en ging verder als de eenmansfractie Groep Lazrak.
- 9 maart: Arie van den Brand (GroenLinks) nam om gezondheidsredenen afscheid van de Kamer en werd op 16 maart opgevolgd door Naïma Azough.
- 31 maart: Frank de Grave (VVD) werd per 1 april 2004 voorzitter van het College Tarieven Gezondheidszorg en verliet daarom de Kamer. Zijn opvolger, Eske van Egerschot, werd op 6 april beëdigd.
- 20 juli: Camiel Eurlings (CDA) nam zitting in het Europees Parlement en vertrok uit de Kamer. Op 31 augustus werd zijn opvolger, Corien Jonker, beëdigd.
- 3 september: Geert Wilders stapte uit de VVD-fractie na onenigheid over standpunten van de partij. Het conflict spitste zich toe op de toetreding van Turkije tot de Europese Unie - Wilders was tegen die toetreding. Wilders bleef in de Kamer en vormde de eenmansfractie Groep Wilders.
- 8 september: Francine Giskes (D66) nam om persoonlijke redenen afscheid van de Kamer en de politiek. Ze werd op 8 september opgevolgd door Fatma Koşer Kaya.
- 5 oktober: Mat Herben werd als fractievoorzitter van LPF opgevolgd door Gerard van As.
- 27 oktober: Jeltje van Nieuwenhoven (PvdA) verliet de Kamer omdat ze gedeputeerde werd in Zuid-Holland. Ze werd opgevolgd door Lia Roefs.

### Wijzigingen in 2005
- 3 juni: Laetitia Griffith (VVD) was per 1 juni wethouder in Amsterdam geworden en vertrok uit de Kamer. Ze werd op 7 juni opgevolgd door voormalig staatssecretaris Annette Nijs.
- 23 juni: Hilbrand Nawijn verliet de LPF-fractie vanwege een onenigheid met de fractie over een bezoek van Filip Dewinter aan Nawijn. De rest van de fractie vond deze ontmoeting, die plaatsvond in het oude huis van Pim Fortuyn geen goed idee. Nawijn bleef in de Kamer en vormde de Groep Nawijn.
- 28 juni: Evelien Tonkens (GroenLinks) werd op 1 augustus bijzonder hoogleraar actief burgerschap aan de Universiteit van Amsterdam en verliet de Kamer. Haar opvolger Paul Jungbluth werd een dag later geïnstalleerd.
- 28 juni: Jan Geluk (VVD) werd per 1 juli dijkgraaf van het nieuwe waterschap Hollandse Delta en verliet de Kamer. Zijn opvolger was vanaf 30 juni Ed van der Sande.
- 1 augustus: Jan Rijpstra (VVD) was sinds 15 april burgemeester van Tynaarlo en verliet de Kamer. Hij werd op 30 augustus opgevolgd door Anton van Schijndel.
- 30 augustus: Clemens Cornielje (VVD) werd op 31 augustus Commissaris van de Koningin in Gelderland. Zijn plaats werd vanaf 31 augustus opgevuld door Janmarc Lenards.
- 1 oktober: Piet de Ruiter (SP) was sinds september 2003 afwezig in de Kamer wegens ziekte en nam nu afscheid om die reden. Op 6 oktober werd zijn opvolger Ewout Irrgang beëdigd.
- 11 oktober: Hubert Bruls (CDA) werd op 1 oktober burgemeester van Venlo en gaf zijn Kamerzetel op. Hij werd dezelfde dag opgevolgd door Raymond Knops.
- 21 oktober: Karin Adelmund (PvdA) overleed. Ze werd op 8 november opgevolgd door Peter Meijer.

### Wijzigingen in 2006
- 3 februari: Boris Dittrich nam ontslag als fractievoorzitter van D66, nadat hij er niet in geslaagd was om kabinet en parlement te overtuigen van een afwijzing van Nederlandse deelname aan de militaire operatie in de Afghaanse provincie Uruzgan. Hij werd dezelfde dag nog opgevolgd door Lousewies van der Laan.
- 8 maart: Jozias van Aartsen werd als fractievoorzitter van VVD opgevolgd door Willibrord van Beek.
- 16 mei: Peter van Heemst (PvdA) werd na de gemeenteraadsverkiezingen van 2006 fractievoorzitter namens zijn partij in Rotterdam en deed daarom afstand van zijn Kamerzetel. Zijn opvolger was vanaf 17 mei Guus Krähe.
- 16 mei: Ayaan Hirsi Ali (VVD) stapte per direct uit Kamer nadat bleek dat zij mogelijk niet de Nederlandse nationaliteit had. Ze werd op 1 juni opgevolgd door Laetitia Griffith, eerder deze zittingsperiode al Kamerlid en daarna achtereenvolgens wethouder en gemeenteraadslid te Amsterdam.
- 23 mei: Marijke Vos (GroenLinks) werd wethouder in Amsterdam en stapte daarom uit de Kamer. Haar opvolger was vanaf 30 mei Nevin Özütok.
- 30 mei: Adri Duivesteijn (PvdA) was wethouder geworden in Almere en verliet de Tweede Kamer. Een dag later werd zijn opvolger Hans Wagner beëdigd.
- 6 juni: Myra Koomen (CDA) was wethouder geworden, zij heeft plaatsgenomen in het nieuwe college van Enschede en verliet de Kamer. Haar opvolgster, Ans Willemse-van der Ploeg, werd op 7 juni beëdigd.
- 27 juni: Ruud Luchtenveld (VVD) was wethouder in Amersfoort geworden en verliet de Kamer. Hij werd een dag later opgevolgd door Mark Rutte, die in mei 2006 door de VVD-leden werd gekozen als toekomstige lijsttrekker van VVD en aankondigde voor het zomerreces de overstap te willen maken van kabinet naar Kamer. Op 29 juni dat jaar volgde Rutte Willibrord van Beek op als fractievoorzitter.
- 4 juli: Margot Kraneveldt (LPF) verliet met onmiddellijke ingang de Tweede Kamer en haar partij, uit onvrede over gedoogsteun die de LPF wil geven aan het kabinet-Balkenende III. Haar opvolger was per 7 juli Gonny van Oudenallen. Aangezien deze niet welkom was in de LPF-fractie vormde ze een onafhankelijke eenmansfractie, Groep-Van Oudenallen.
- 16 augustus: Gerard van As wenste niet langer deel uit te maken van de LPF. Hij sloot zich aan bij de Groep Nawijn en werd als fractievoorzitter van de LPF een dag later opgevolgd door Mat Herben.
- 6 september: Anton van Schijndel (VVD) wordt uit de fractie gezet na kritiek op het verkiezingsprogramma en lijsttrekker Mark Rutte. Hij vormde vervolgens de Groep Van Schijndel, die twee weken later opging in de Groep Eerdmans-Van Schijndel.
- 12 september: Gerard van As, die zich eerder al losmaakte van de LPF en zich aansloot bij de Groep Nawijn, besloot per direct de Kamer te verlaten. Dit na onenigheid met Hilbrand Nawijn over zijn plaatsing op de kandidatenlijst van de Partij voor Nederland. Zijn zetel werd op 21 september dat jaar ingenomen door Olaf Stuger (LPF).
- 20 september: Joost Eerdmans werd uit de fractie van de LPF gezet, nadat bekend werd dat hij met de nieuwe partij EénNL zou gaan deelnemen aan de Tweede Kamerverkiezingen 2006. Met Anton van Schijndel vormde hij vanaf 25 september 2006 de Groep Eerdmans-Van Schijndel.

1815-1818 ·
1818-1821 ·
1821-1824 ·
1824-1827 ·
1827-1830 ·
1830-1833 ·
1833-1836 ·
1836-1839 ·
1839-1842 ·
1842-1845 ·
1845-1848 ·
1848-1849 ·
1849-1850 ·
1850-1852 ·
1852-1853 ·
1853-1854 ·
1854-1856 ·
1856-1858 ·
1858-1860 ·
1860-1862 ·
1862-1864 ·
1864-1866 ·
1866 (sep) ·
1866-1868 ·
1868-1869 ·
1869-1871 ·
1871-1873 ·
1873-1875 ·
1875-1877 ·
1877-1879 ·
1879-1881 ·
1881-1883 ·
1883-1884 ·
1884-1886 ·
1886-1887 ·
1887-1888 ·
1888-1891 ·
1891-1894 ·
1894-1897 ·
1897-1901 ·
1901-1905 ·
1905-1909 ·
1909-1913 ·
1913-1917 ·
1917-1918 ·
1918-1922 ·
1922-1925 ·
1925-1929 ·
1929-1933 ·
1933-1937 ·
1937-1946 ·
1946-1948 ·
1948-1952 ·
1952-1956 ·
1956-1959 ·
1959-1963 ·
1963-1967 ·
1967-1971 ·
1971-1972 ·
1972-1977 ·
1977-1981 ·
1981-1982 ·
1982-1986 ·
1986-1989 ·
1989-1994 ·
1994-1998 ·
1998-2002 ·
2002-2003 ·
2003-2006 ·
2006-2010 ·
2010-2012 ·
2012-2017 ·
2017-2021 ·
2021-2023 ·
2023-heden
Overzicht historische zetelverdeling